# Битсон, Александр
Александр Битсон (англ. Alexander Beatson; 1758— 15 октября 1830) — британский военачальник, генерал-лейтенант, губернатор острова Святой Елены в 1808—1813 гг. Агроном-экспериментатор.

## Биография
Родился в области Файф в Шотландии. Сын эсквайра. Офицерский патент получил в 1775 году. С 1776 служил в мадрасской армии. Участник серии войн между Британской Ост-Индской компанией и княжеством Майсур.
Принял участие в войне с Хайдер Али. Затем под командованием Ч. Корнуоллиса в первой англо-маратхской войне против султана Типу в Индии в 1799 году.
Служил адъютантом Веллингтона и потом описал эту войну в своём сочинении. В течение 8 лет был полевым офицером-геодезистом. Под командованием Харриса принял участие в четвёртой англо-майсурской войне (1798—1799).
Полковник с января 1801 года.
После отъезда из Индии, Битсон был назначен губернатором острова Святой Елены (1808—1813). Принял остров в плачевном состоянии. Незначительное население острова было почти полностью уничтожено эпидемией кори, хотя несколько пополнилось за счёт эмигрантов из Англии и Китая. На острове зрело большое недовольство, в результате в 1811 году вспыхнул мятеж, который был жёстко подавлен губернатором А. Битсоном. Обладая агрономическими знаниями, он предложил лучшую систему выращивания сельхозпродукции и многие другие полезные меры.
Генерал-майор с июля 1810 года, генерал-лейтенант с июня 1814 года.
По возвращении в Англию, занимался экспериментами в сельском хозяйстве на своей ферме и написал «A new System of cultivation» (Лондон, 1820). Сущность его системы состояла в том, что он заменил плуг сконструированной им лично бороной (скарификатор) и, вместо оставления поля под паром и удобрения навозом, ввел рациональное плодопеременное хозяйство с одновременным выжиганием почвы. Таким путём Битсон достиг на своей ферме, на тяжелой глинистой почве, превосходных результатов, хотя, как показал Либих, последние зависели больше от временного физического улучшения почвы, чем от прочного сохранения её плодородности, которое при системе Битсона невозможно.